# Тони Вудкок
Тони Вудкок (енгл. Tony Woodcock; 27. јануар 1981) професионални је рагбиста и репрезентативац Новог Зеланда, тренутно игра за екипу Блузси. Висок 184 цм, тежак 120 кг, игра на позицији стуба у првој линији. Једну сезону играо је за Хајлендерсе, а за Блузсе је до сада одиграо 137 утакмица и дао 9 есеја. У ИТМ Купу играо је за Норт Харбор. Светску славу је стекао када је постигао есеј за Нови Зеланд у финалу светског првенства 2011. Одиграо је 118 тест мечева за "ол блексе" и постигао је 50 поена. Један је од најбољих стубова у 21. веку. Само Кевин Меаламу је одиграо више мечева за Блузсе од њега.